# 蒲江街道
蒲江街道是中华人民共和国四川省达州市宣汉县下辖的一个街道办事处。
2020年6月，撤销东乡镇、柳池镇、东林乡和三河乡，设立东乡街道和蒲江街道。以原东乡镇周桥社区、石岭社区、华融社区、宝寺社区、黄金槽村、插旗村、永安村、兴隆村、龙背村、明月村，原柳池镇茅岭村、新红村、官渡村、金楠村，原东林乡曾山村以及君塘镇洋烈社区、大垭村和团山村7组至9组所属行政区域为蒲江街道的行政区域。

## 行政区划
蒲江街道下辖以下村级行政区划单位：
宝寺社区、华融社区、石岭社区、周桥社区、明月村、永安村、插旗村、黄金槽村、兴隆村、龙背村、官渡村、茅岭村、金楠村、新红村、曾山村、洋烈村、大垭村。